# Ariadna maderiana
Ariadna maderiana är en spindelart som beskrevs av Warburton 1892. Ariadna maderiana ingår i släktet Ariadna och familjen sexögonspindlar. Inga underarter finns listade i Catalogue of Life.